# Idotea balthica
{{Bảng phân loại
| name = Idotea balthica
| image =Idotea baltica.jpg
| image caption =
| regnum=Animalia
| familia = Idoteidae
| classis=Malacostraca
| ordo=Isopoda
| genus = Idotea
| species = I. balthica
| binomial = Idotea balthica
| binomial_authority = Pallas, 1772 
Idotea balthica là một loài chân đều trong họ Idoteidae. Loài này được Pallas miêu tả khoa học năm 1772.